# Pier Paolo Pasolini
Pier Paolo Pasolini (Bolonha, 5 de março de 1922 – Óstia, 2 de novembro de 1975) foi um cineasta, poeta e escritor italiano. Em seus trabalhos, Pasolini demonstrou uma versatilidade cultural única e extraordinária, que serviu para transformá-lo numa figura controversa. Embora seu trabalho continue a gerar polêmica e controvérsia até hoje, enquanto era vivo, seus trabalhos foram tidos como obras de arte segundo muitos pensadores da cultura italiana.

## Origens e formação
Era filho de Carlo Alberto Pasolini (1892–1958), bolonhês, militar de carreira, e de Susanna Colussi (1891–1981), friulana, professora primária. Teve um irmão chamado Guidalberto "Guido" Pasolini (1925–1945), que morreu numa emboscada lutando na Segunda Guerra Mundial.
Em 1926, o pai de Pasolini foi preso por dívidas de jogo, e sua mãe mudou-se para a casa de sua família em Casarsa della Delizia, onde havia nascido.
Conforme podemos saber pelas cartas de Pier Paolo Pasolini aos 21 anos para o seu amigo Franco Farolfi, a entrada da Itália na II Guerra o deixou condolente com a juventude morta em combate, pesaroso com o destino de seu amigo de liceo, Hermes Parini, feito prisioneiro na Rússia, e angustiado pelo seu pai militar que se encontrava em serviço, e mais tarde, com o drama familiar de ter o seu pai, militar, prisioneiro no Quênia após o armistício de 8 de setembro de 1942. Na universidade, Pasolini se introduz aos grupos literários de estudantes, frequenta o curso de história da arte do professor Roberto Longhi e termina a formação com um trabalho de conclusão sobre Giovani Pascoli. Concluída a faculdade de letras da Universidade de Bolonha (1938-1942), Pasolini em setembro de 1943 se apresentou em Pisa ao exército. Ficou, entretanto, apenas uma semana, fugindo a pé de Livorno depois de desobedecer a ordem recebida de seu superior de entregar as suas armas às tropas alemãs que então passavam a ser inimigas. Pasolini fugiu em direção a Casarsa, pequena comuna materna de Friuli, onde ele veio a exercer a docência na scuola media local e teve contato de maior proximidade com as classes populares, principalmente o caso dos braccianti, apelido dado aos membros da liga camponesa que se opunha aos latifúndios da província de Friuli. A experiência com os camponeses foi com Pasolini associada à sua nova consciência intelectual sobre a sociedade italiana. Em Casarsa, Pasolini continuou os seus estudos formativos e entre 1943 e 1947 ele esteve dedicado a poesia dialetal friuliana, frequentando o curso de Gianfranco Contini e defendendo em 1945 a sua tese sobre Giovanni Pascoli. Neste mesmo ano de 1945, em 7 de fevereiro, um fato traumático atinge Pasolini: seu irmão, Guido, por quem tinha grande amizade e que era membro da resistenza, morre na guerra, vítima de um partisan iugoslavo.
Em 1947, Pasolini ingressou ao Pci (Partido Comunista Italiano), atuando com empenho e criatividade no Friuli, o que o levou a ser escolhido secretário da seção regional. Durante este período foi comum aos domingos ele utilizar muros do centro da comune de Valvasone para disseminar mensagens políticas em friuliano, criando um modelo de dialogismo entre partido e comune sugestível de nela assentar a raiz do uso que Pasolini futuramente faria de revistas, jornais, cinema e entrevistas como veículos para o confronto ético-ideológico com o público italiano, forma sua de interpelação que Andrea Zanzotto a definiu como “pedagogico apedagogico".
Foi no final da década de 1940 que Pasolini iniciou os seus estudos de Antonio Gramsci, autor recentemente acessível devido ao projeto do secretário-geral do Pci, Palmiro Togliatti, de publicar imediatamente os Cadernos do Cárcere, “eu estive com os camponeses peões. Depois eu li Marx e Gramsci" (tradução livre). Pasolini é levado ao posto de secretário da seção regional do Pci, onde ficará um breve período. Pouco depois ele foi perseguido publicamente no Friuli, acusado judicialmente em 1949 de cometer “atos indecentes” com dois adolescentes. Após a denúncia, ele rapidamente foi expulso da escola onde lecionava e dispensado da seção do Pci do Friuli. À desgraça pública que lhe caiu, ao qual se agregou a sua infelicidade doméstica vinda da agressividade, alcoolismo e a depressão de seu pai, Pasolini respondeu a ela se mudando de Casarsa, “fugi com minha mãe para Roma, tal como ele relatou autobiograficamente em Al lettore nuovo, prefácio de sua antologia Poesie (1970).
Em Roma ele e sua mãe se instalaram na periferia, entre o bairro “pobre” borgate Portico D’Ottavia e a prigione Rebibbia. Desempregado, conta em prefácio de antologia poética de 1970, “Al lettore nuovo”, que se arranjou com pequenos trabalhos de redação, e que depois de dois anos em Roma ele conseguiu voltar para a docência, lecionando em uma scuola media de Ciampino, um posto da periferia romana.
Entre 1950 e 1954, aos poucos Pasolini se inseriu nos círculos intelectuais de Roma, passando a ter acesso a publicações de resenhas, capítulos e poemas em revistas. Sua sorte definitivamente mudou com a oferta da editora Garzanti de uma remuneração fixa para a escrita de um romance e com o cargo de assistente cinematográfico por convite de G. Bassani, em 1953. Superadas as dificuldades de jovem escritor, a década de 1950 rendeu a ele a publicação de três coletâneas de poesias, La meglio giuventù (1954), Le ceneri di Gramsci (1957) e L'usignolo della Chiesa Cattolica (1958).
Em 1955 Pasolini voltou a ser centro de uma denúncia espúria. Desta vez, o seu romance Ragazze di vita, financiado por Livio Garzanti desde que ele publicara um primeiro capítulo em 1953 na revista Paragoni, foi alvo de investigação e processado criminalmente por “conteúdo pornográfico”. Neste romance, Pasolini narrou com estilo naturalista a vida de rapazes que se prostituíam na periferia de Roma, reunindo implicitamente na narrativa a sua experiência autêntica com a periferia com o conhecimento sociológico e psicológico próprio do autor Pasolini que narra.
1955 também é o ano em que, segundo Enzo Siciliano, Alberto Moravia recebeu de Elsa Morante uma cópia do poema “Le ceneri di Gramsci” e decidiu publicá-lo no número seguinte da revista Nuovi Argomenti (n. 17-18, nov.-fev., 1955). Ainda neste ano, Pasolini lançou com Francesco Leonetti e Roberto Roversi a revista Officina (doze números entre 1955-1958), retornando neste ato a associação do grupo de redação da revista Eredi, projeto do período universitário que não chegou a ser publicado. Integraram o comitê editorial da Officina Gianni Scalia, Franco Fortini e Angelo Romanò e a revista no seu transcurso veio a ser lugar de experimentalismo e da corrente realista da literatura italiana.

## Atividade política
Em 26 de janeiro de 1947, Pasolini escreveu uma declaração polêmica para a primeira página do jornal Libertà: "Em nossa opinião, pensamos que, atualmente, só o comunismo é capaz de fornecer uma nova cultura". A controvérsia foi parcialmente devido ao fato de ele ainda não ser um membro do Partido Comunista Italiano, PCI. Após sua adesão ao PCI, participou de várias manifestações, e, em meados de 1949, participou do Congresso da Paz, em Paris. Observando as lutas dos trabalhadores e camponeses, e vendo os confrontos dos manifestantes com a polícia italiana, ele começou a criar seu primeiro romance. No entanto, em outubro do mesmo ano, Pasolini foi acusado de corrupção de menores e atos obscenos em lugares públicos. Como resultado, foi expulso pela seção de Udine do Partido Comunista e perdeu seu emprego de professor que tinha obtido no ano anterior em Valvasone, ficando em uma situação difícil.
Em janeiro de 1950 Pasolini mudou-se para Roma com sua mãe.

## Cinema
Realizou estudos para filmes sobre a Índia, a Palestina e sobre a Oréstia, de Ésquilo, que pretendia filmar na África (Apontamento para uma Oréstia Africana). Seus filmes são muito conhecidos por criticarem a estrutura do governo italiano (na época fortemente ligado à igreja católica), que promovia a alienação e hábitos conservadores na sociedade. Além disso, seu cinema foi marcado por uma constante ligação com o arcaísmo prevalecente no homem moderno. Prova disso é a obra Teorema, em que um indivíduo entra na vida de uma família e a desestrutura por inteiro (cada membro da família representa uma instituição da sociedade).
Pasolini evoca um tempo em que arcaico e actual, tal como natureza e história, estabelecem entre si relações inéditas, assim antecipando a visão de uma realidade situada para além da nossa compreensão.
Dirigiu os filmes da Trilogia da Vida com conteúdo erótico e político: Il Decameron, I racconti di Canterbury e Il fiore delle mille e una notte. Pasolini, em um determinado momento da sua vida, renegou esses filmes, afirmando que eles foram apropriados erroneamente pela indústria cultural, que os classificava como pornográficos.
Essa trilogia foi filmada na Etiópia, Índia, Irã, Nepal e Iêmen. Os filmes eram dublados em italiano. Pelo conteúdo pretensamente classificado como erótico, foi proibido nos Estados Unidos e só chegou a ser exibido ali na década de 80. No Brasil, só foi exibido após a abertura política. Em Accattone, de 1961, Pasolini pôs em prática sua visão sobre a classe do proletariado na sociedade italiana da época. Gostava de trabalhar com atores amadores e do povo.

## Morte
Na madrugada entre 1º e 2 de novembro de 1975 Pasolini foi brutalmente assassinado, em local próximo ao hidro-aeródromo de Óstia, um bairro periférico de Roma. O cadáver foi encontrado por uma senhora às 6h30min. Foi seu amigo Ninetto Davoli que reconheceu o corpo. Giuseppe "Pino" Pelosi, à época com dezessete anos (Pino Pelosi morreu em 20 de julho de 2017 aos 59 anos), já conhecido pela polícia por roubos de veículos, tendo sido detido na mesma noite por estar guiando o carro de Pasolini, cumpriu pena como assassino confesso. Pelosi afirmou que abordou Pasolini nas cercanias da Estação Termini, no Bar Gambrinus da Piazza dei Cinquecento, quando foi convidado a entrar em seu veículo (uma Alfa Romeo 2000 GT Veloce) mediante promessa de uma soma em dinheiro.
Depois de um jantar oferecido pelo escritor, na trattoria Biondo Tevere próximo à Basílica de São Paulo Extramuros, os dois se dirigiram à periferia de Óstia. A tragédia, de acordo com a sentença judicial, teria tido início depois de uma discussão sobre as pretensões sexuais de Pasolini às quais Pelosi estaria relutante, e teria acabado por se precipitar numa altercação fora do veículo. Na sua versão, o jovem teria sido ameaçado com um pau que depois teria conseguido tomar de Pasolini, tendo-lhe golpeado diversas vezes até fazê-lo cair gravemente ferido mas ainda com vida. Então Pelosi teria entrado no veículo e atropelado o escritor diversas vezes, destruindo-lhe a caixa torácica e causando-lhe a morte. Pelosi foi condenado em primeira instância por homicídio doloso em 4 de dezembro de 1976, sentença confirmada pela Corte de Apelação. Em 2005, pena cumprida, Pelosi afirmou que não matou Pasolini e que confessou por ter sido ameaçado. Hoje já foram divulgados diversos documentos que desautorizam a versão constante da sentença judicial. Fica claro, no mínimo, a participação de mais pessoas no assassinato. Em um recente programa televisivo, a escritora e biógrafa de Pasolini, Dacia Maraini afirmou que a morte de Pasolini "é um dos mistérios italianos que não foram resolvidos" (Di martedì 08/03/2022, 2:34:31) .
A morte de Pasolini nunca foi totalmente explicada e a cobertura telejornalística dela através da exposição televisiva massiva de seu assassino provocou um enxame de “pontos de vistas de outros” que oscilaram entre a comoção pessoal de seu círculo social e o sarcasmo coisificante (sic) difuso entre uma multidão global de artistas e intelectuais que viram na morte de Pasolini um slogan de pena executória contra o que restava da intelectualidade “decadente” europeia. No Brasil, este fenômeno midiático pôde ser conhecido no tratamento impiedoso com que O Pasquim de 7 a 13 de novembro de 1975 tratou o assassinato de Pasolini em “foto-novela” de Ivan Lessa.
Àquela altura, a malquerença de grande parte da intelectualidade à Pasolini se deveu em parte a ele ter se deslocado para o centro de vários debates com vitalidade e franco antagonismo. Por outro lado, se somaram elementos psicológicos como a homofobia latente nos interditos da crítica à sua figura pública. Maurizio Cucchi definiu o comportamento “de autor” de Pasolini na década de 1960 como de “protagonista assoluto” de seu discurso, carregado do “Pasolini público”, personaggio indiscreto.

## Obras

### Livros
- Poemas
- Ragazzi di vita (Meninos da Vida, 1955)
- Una vita violenta (Uma Vida Violenta, 1959)
- Il sogno di una cosa (1962)
- Amado Mio - Atti Impuri (publicado em 1982, mas escrito originalmente em 1948)
- Alì dagli occhi azzurri (1965)
- Teorema (1968)
- Reality (1979)
- Petrolio (1992, incompleto)

### Poesias
- La meglio gioventù (1954)
- Le ceneri di Gramsci (1957)
- L'usignolo della chiesa cattolica (1958)
- La religione del mio tempo (1961)
- Poesia in forma di rosa (1964)
- Trasumanar e organizzar (1971)
- La nuova gioventù (1975)
- Roman Poems. (1986)

### Ensaios
- Passione e ideologia (1960)
- Canzoniere italiano, poesia popolare italiana (1960)
- Empirismo eretico (1972)
- Lettere luterane (1976)
- Le belle bandiere (1977)
- Descrizioni di descrizioni (1979)
- Il caos (1979)
- La pornografia è noiosa (1979)
- Scritti corsari (1975)
- Lettere (1940–1954) (Letters, 1940-54, 1986)

### Teatro
- Orgia (1968)
- Porcile (1968)
- Calderón (1973)
- Affabulazione (1977)
- Pilade (1977)
- Bestia da stile (1977)

## Filmografia
- 1958 - Giovani mariti (roteirista)
- 1959 - La Notte Brava (roteirista)
- 1961 - Accattone
- 1962 - Mamma Roma
- 1963 - La rabbia
- 1963 - Ro.Go.Pa.G
- 1964 - Il vangelo secondo Matteo
- 1964 - Le mura di Sana (curta-metragem)
- 1965 - Comizi d'amore
- 1965 - Il padre selvaggio (curta-metragem)
- 1965 - Sopralluoghi in Palestina per il vangelo secondo Matteo
- 1966 - Uccellacci e uccellini
- 1967 - Edipo re
- 1967 - Le streghe
- 1967 - Requiescant (roteirista)
- 1968 - Appunti per un film sull'india (curta-metragem)
- 1968 - Capriccio all'italiana
- 1968 - Teorema
- 1969 - Amore e rabbia
- 1969 - Porcile
- 1969 - Medea
- 1970 - Appunti per un romanzo dell'immondeza
- 1970 - Appunti per un'Orestiade africana
- 1971 - Il Decameron
- 1972 - I racconti di Canterbury
- 1974 - Il fiore delle mille e una notte
- 1974 - Pasolini e... la forma della città (curta-metragem)
- 1975 - Salò o le 120 giornate di Sodoma

## Prêmios e nomeações
- Ganhou o Grande Prémio do Júri no Festival de Cannes, por "Il fiore delle mille e una notte" (1974).
- Ganhou o Prémio de Melhor Argumento no Festival de Cannes, por "Giovani Mariti" (1958).
- Ganhou o Urso de Ouro no Festival de Berlim, por "I racconti di Canterbury" (1972).
- Ganhou o Urso de Prata no Festival de Berlim, por "Il Decameron" (1971).
- Ganhou o Leão de Prata no Festival de Veneza, por "Il vangelo secondo Matteo" (1964).
- Ganhou o Prémio OCIC no Festival de Veneza, por "Il vangelo secondo Matteo" (1964).